# Iridoplecta ochrias
Iridoplecta ochrias là một loài bướm đêm trong họ Geometridae.